# Moose Factory Island
Moose Factory Island är en ö i Kanada.   Den ligger i provinsen Ontario, i den östra delen av landet, 700 km nordväst om huvudstaden Ottawa.
Trakten runt Moose Factory Island är nära nog obefolkad, med mindre än två invånare per kvadratkilometer.